# 7 thi thể
7 thi thể (tên gốc tiếng Hàn: 암수살인, còn được biết đến với tên tiếng Anh: Dark Figure of Crime) là một bộ phim tội phạm của Hàn Quốc dựa trên câu chuyện có thật do đạo diễn Kim Tae-gyun thực hiện cùng với Blossom Pictures và Film 295 sản xuất. Phim có sự tham gia của các diễn viên nổi tiếng như Kim Yun-seok, Ju Ji-hoon, Moon Jeong-hee và Jin Seon-kyu. Phim bắt đầu công chiếu tại các rạp Hàn Quốc vào ngày 3 tháng 10 năm 2018 và tại Việt Nam vào ngày 4 tháng 1 năm 2019.

## Nội dung
Bộ phim dựa tên một sự kiện chấn động có thật từng xảy ra tại Busan, nơi những tội ác đã bị vùi lấp, thi thể nạn nhân không được tìm thấy và các cuộc điều tra không được diễn ra. Cảnh sát Hyung-min nhận được cuộc gọi thú tội của Kang Tae-oh - một tên sát nhân thông minh về tội ác sát hại 7 người. Các thanh tra cảnh sát dường như không tin vào tai mình khi tên tôi phạm điên loạn thú nhận nơi hắn đã phi tang các thi thể, khi mà không một vụ mất tích hay biên bản điều tra nào liên quan được khai báo. Chỉ có duy nhất Hyung-min quyết tâm lần theo những tội ác bị vùi lấp từ lâu và bền bỉ theo đuổi đến cùng các manh mối từ lời khai của tên tội phạm.

## Diễn viên
- Joo Ji-hoon vai Kang Tae-oh
- Kim Yun-seok vai Kim Hyung-min
- Moon Jeong-hee vai Kim Soo-min
- Jin Seon-kyu vai thám tử Jo
- Lee Bong-ryun vai Kang Sook-ja
- Kim Jong-soo vai Masoo
- Bae Hae-sun vai Park Mi-young
- Joo Jin-mo vai Song Kyung-soo
- Ko Chang-seok vai Jamsoo
- Kwon So-hyun vai Oh Ji-hee

## Sản xuất
Phim dưới sự chỉ đạo của đạo diễn của Kim Tae-gyun, được sản xuất bởi Blossom Pictures và Film 295 từ ngày 14 tháng 8 năm 2017 và kết thúc vào ngày 6 tháng 11 năm 2017 tại Hàn Quốc.

## Đón nhận

### Đánh giá chuyên môn
7 thi thể nhận về nhiều ý kiến đánh giá tích cực từ giới chuyên môn. Những lời tán dương chủ yếu dành cho chỉ đạo đạo diễn của Kim, phần diễn xuất của các diễn viên và phần nội dung cuốn hút. Yoon Min-sik từ The Korea Herald dành những nhận xét tích cực cho tác phẩm: "Một trong số hiếm những bộ phim với phần chỉ đạo đạo diễn cũng như diễn xuất rất tốt đã kể câu chuyện này một cách đầy thuyết phục."

### Giải thưởng
| Năm  | Giải thưởng                                                   | Thể loại                          | Người nhận                     | Kết quả   |
| ---- | ------------------------------------------------------------- | --------------------------------- | ------------------------------ | --------- |
| 2018 | Giải thưởng Hiệp hội phê bình phim Hàn Quốc lần thứ 38        | 11 phim hay nhất                  | 7 thi thể                      | Đoạt giải |
| 2018 | Giải thưởng Hiệp hội phê bình phim Hàn Quốc lần thứ 38        | Kịch bản hay nhất                 | Kim Tae-gyun & Kwak Kyung-taek | Đoạt giải |
| 2018 | Liên hoan phim Đông Á Luân Đôn lần thứ 3                      | Nam diễn viên chính xuất sắc nhất | Kim Yoon-seok                  | Đoạt giải |
| 2018 | Giải Điện ảnh Rồng Xanh lần thứ 39                            | Phim hay nhất                     | 7 thi thể                      | Đề cử     |
| 2018 | Giải Điện ảnh Rồng Xanh lần thứ 39                            | Nam diễn viên chính xuất sắc nhất | Joo Ji-hoon                    | Đề cử     |
| 2018 | Giải Điện ảnh Rồng Xanh lần thứ 39                            | Kịch bản hay nhất                 | Kim Tae-gyun & Kwak Kyung-taek | Đoạt giải |
| 2018 | Giải Điện ảnh Rồng Xanh lần thứ 39                            | Đạo diễn mới xuất sắc nhất        | Kim Tae-gyun                   | Đề cử     |
| 2018 | Giải thưởng Hiệp hội các nhà sản xuất phim Hàn Quốc lần thứ 5 | Nam diễn viên chính xuất sắc nhất | Joo Ji-hoon                    | Đoạt giải |
| 2019 | Giải thưởng Nghệ thuật Baeksang lần thứ 55                    | Phim hay nhất                     | 7 thi thể                      | Đề cử     |
| 2019 | Giải thưởng Nghệ thuật Baeksang lần thứ 55                    | Nam diễn viên chính xuất sắc nhất | Joo Ji-hoon                    | Đề cử     |
| 2019 | Giải thưởng Nghệ thuật Baeksang lần thứ 55                    | Kịch bản hay nhất                 | Kim Tae-gyun & Kwak Kyung-taek | Đoạt giải |
| 2019 | Giải thưởng nghệ thuật phim Chunsa lần thứ 24                 | Nam diễn viên chính xuất sắc nhất | Joo Ji-hoon                    | Đoạt giải |
| 2019 | Giải thưởng nghệ thuật phim Chunsa lần thứ 24                 | Đạo diễn mới xuất sắc nhất        | Kim Tae-gyun                   | Đoạt giải |

### Tranh cãi
Vào ngày 20 tháng 9 năm 2018, chị gái của một nạn nhân đã đệ đơn lên Tòa án quận trung tâm Seoul đề nghị cấm chiếu bộ phim, người này cho rằng ê-kíp sản xuất đã không xin phép trước khi dựng lên câu chuyện về vụ giết anh trai cô. Gia đình họ cũng rất buồn khi bộ phim chỉ thay đổi dòng thời gian của câu chuyện từ năm 2007 thành năm 2012 còn một số yếu tố trong phim rất giống với vụ án ngoài đời thực, chẳng hạn như tuổi của kẻ phạm tội và cách thức giết người của hắn.
Trước những tranh cãi, ê-kíp sản xuất đã đưa ra lời xin lỗi chính thức đến gia đình nạn nhân vào ngày 21 tháng 9 năm 2018, họ cho biết họ đã không quan tâm đến gia đình nạn nhân và sẽ phản hồi lại với gia đình ngay lập tức.
Vào ngày 27 tháng 9 năm 2018, người nhà của một nạn nhân khác đã chia sẻ một bài đăng trên tài khoản mạng xã hội của mình và thu hút sự chú ý của giới truyền thông. Thành viên gia đình xuất hiện trong tập 869 của chương trình Unanswered vào năm 2012, nơi điều tra về vụ án giết mẹ của anh ta và các nạn nhân khác. Người này đã viết lý do tại sao anh ấy xuất hiện trong chương trình đó và cũng thể hiện sự ủng hộ cho việc phát hành phim với lập luận rằng bộ phim sẽ thu hút sự chú ý đến những tội ác chưa được biết đến.
Vào ngày 28 tháng 9 năm 2018, Tòa án quận trung tâm Seoul đã tổ chức phiên điều trần đầu tiên giữa công ty sản xuất phim và gia đình nạn nhân để quyết định xem bộ phim có bị cấm phát hành hay không. Tòa đã xem bộ phim trong khoảng 50 phút tập trung vào các vấn đề mà gia đình nạn nhân đưa ra, khi họ cho rằng bộ phim đã tái hiện gần như 99% các phương thức phạm tội thực tế, địa điểm, thời gian và vết thương của nạn nhân. Sau đó Tòa án đã công bố quyết định của họ vào trước ngày 1 tháng 10 năm 2018.
Ngày 1/10/2018, gia đình các nạn nhân đã rút đơn xin cấm chiếu sau khi nhận được lời xin lỗi chân thành từ phía công ty sản xuất và cũng đã hiểu rằng ý định của bộ phim nhằm tăng cường cảnh giác với những tội ác không được biết đến.